# بيت جارد (بني العوام)

تعديل مصدري - تعديل

بيت جارد هي إحدى قرى عزلة قطعة الصرابي بمديرية بني العوام التابعة لمحافظة حجة، بلغ تعداد سكانها 91 نسمة حسب تعداد اليمن لعام 2004.